# Падалки (Сумская область)
Падалки (укр. Падалки) — село,
Подопригоровский сельский совет,
Лебединский район,
Сумская область,
Украина.
Код КОАТУУ — 5922987312. Население по переписи 2001 года составляло 18 человек .

## Географическое положение
Село Падалки находится на левом берегу реки Грунь,
выше по течению на расстоянии в 3 км расположено село Слобода,
ниже по течению на расстоянии в 2 км расположено село Галушки,
на противоположном берегу — село Грицины.
По селу протекает пересыхающий ручей с запрудой.
Рядом проходит автомобильная дорога Т-1918.